# Gonatocerus bifasciativentris
Gonatocerus bifasciativentris är en stekelart som beskrevs av Girault 1917. Gonatocerus bifasciativentris ingår i släktet Gonatocerus och familjen dvärgsteklar. Inga underarter finns listade i Catalogue of Life.